# 达穆拉
达穆拉（英語：Dhamura）是孟加拉国的一个村庄，位于该国中南部巴里萨尔专区的巴里萨尔县，为该区域之经济中心。全村人口超过10000。